# Stelling, Northumberland
Stelling var en civil parish 1866–1955 när det uppgick i Bywell, i grevskapet Northumberland i England. Civil parish var belägen 7 km från Corbridge och hade 41 invånare år 1951.